# Henricus Turken

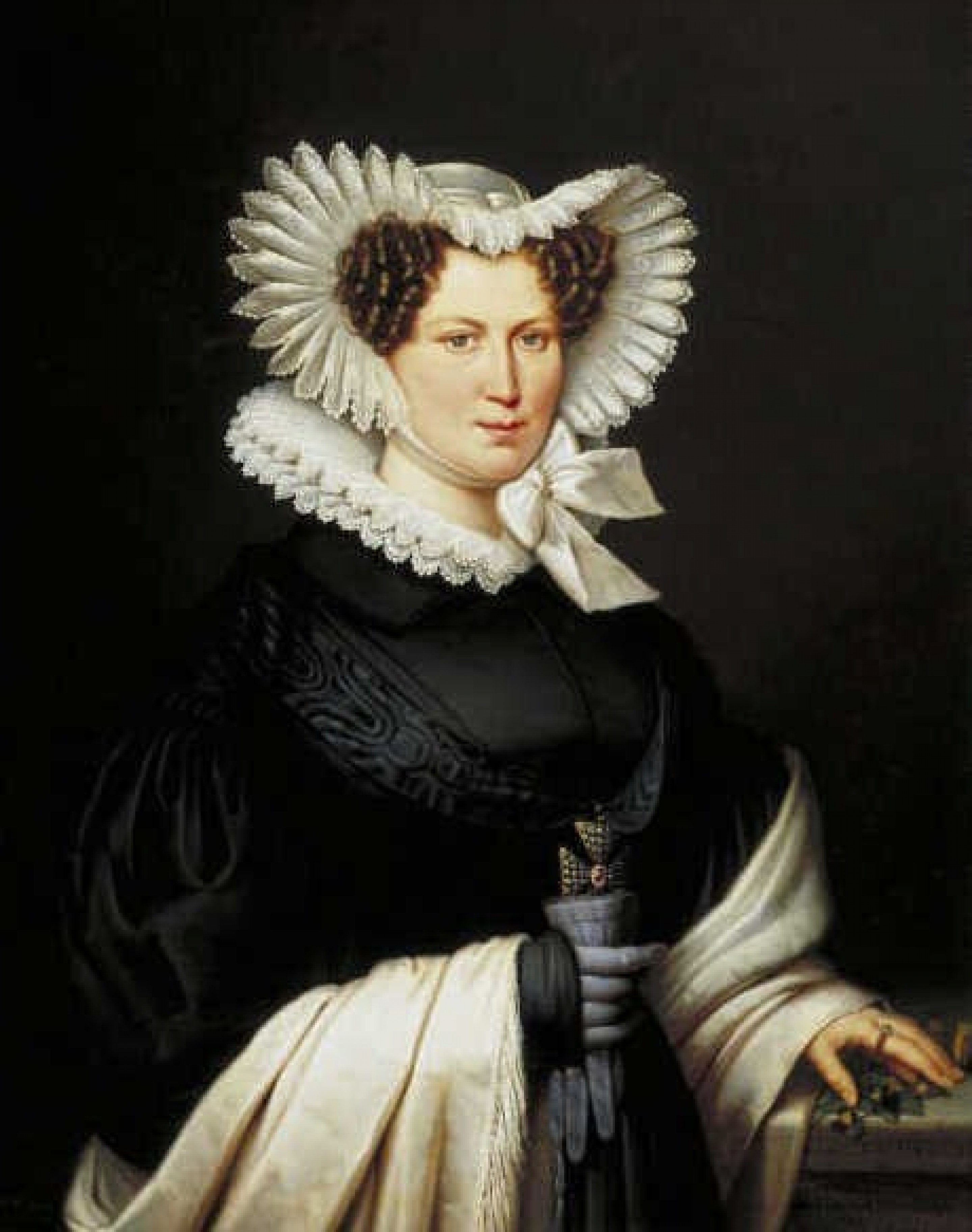
Porträt von Margaretha Agnes de Vries

Henricus Turken (* 10. Dezember 1791 in Eindhoven; † 1856 ertrunken bei Lüttich) war ein niederländischer Maler und Radierer.
Ursprünglich wollte er Kaufmann werden, entschied sich aber für die Malerei.
Turken war Student an der Koninklijke Academie voor Schone Kunsten van Antwerpen. Später lernte er 1819 Radierung bei Ernst Willem Jan Bagelaar. Wurde Mitarbeiter von Antonius Aloisius Emmanuël van Bedaff in Den Bosch.
Er wurde zum Direktor der Zeichenakademie in Den Bosch ernannt. Er malte Porträts, auch in Miniatur, historische Szenen und Genreszenen.
Er war tätig in Antwerpen, Südfrankreich, Eindhoven 1819–1820, 1830, Den Bosch 1820–1825, Brüssel 1825–1843, Breda 1844.
Turken zeigte seine Werke auf den Ausstellungen in Haarlem 1825, Den Haag 1819, 1825, 1827, 1839 und 1841 und Amsterdam 1828, 1830 und 1844.